# دد اور لایو (گروه موسیقی)
دد اور لایو (به انگلیسی: Dead or Alive) گروه موسیقی انگلیسی است.